# Daniele Cesaretti
Daniele Cesaretti (* 18. April 1954 in San Marino) ist ein ehemaliger san-marinesischer Radrennfahrer.

## Sportliche Laufbahn
Cesaretti war im Straßenradsport aktiv und Teilnehmer der Olympischen Sommerspiele 1972 in München. Das olympische Straßenrennen beendete er beim Sieg von Hennie Kuiper nicht. 1976 startete er erneut bei den Sommerspielen in Montreal. Im olympischen Straßenrennen war er ausgeschieden.
Von 1988 bis 1992 startete er als Berufsfahrer. Cesaretti fuhr für die Radsportteams Alfa Lum, Verynet, Gis Gelati und Mercatone Uno. 1988 war er im Profirennen der Straßenradsport-Weltmeisterschaften mit seinem Landsmann Silvio Zonzini ausgeschieden.